# Skiff PR1 masculin aux Jeux paralympiques d'été de 2024
Navigation
Tokyo 2020
Le skiff PR1 masculin aux Jeux paralympiques d'été de 2024 se déroulent du 30 août au 1er septembre 2024 au stade nautique olympique de Vaires-sur-Marne, en France. Il s’agit de la cinquième apparition de l’épreuve aux Jeux paralympiques d'été.
Lors des Jeux de 2016 à Rio de Janeiro et ceux de 2020 à Tokyo, la compétition est remportée par l'ukrainien Roman Polianskyi.
Comme pour l’édition précédente, douze rameurs handisport de douze nationalités différentes prennent le départ de la course. Le britannique Benjamin Pritchard devient champion paralympiques de l'épreuve devant l'ukrainien Roman Polianskyi, médaillé d'argent et l'australien Erik Horrie, médaillé de bronze.

## Organisation

### Site de la compétition
La compétition de skiff PR1 masculin à lieu sur le lac du Stade nautique de Vaires-sur-Marne situé en Seine-et-Marne, à environ 30 km à l'Est de Paris.
Les nouveaux aménagements olympiques du site ont été inauguré en juin 2019, avec un coût total des travaux chiffrés à 95 millions d’euros.
L'accessibilité de ce site en transports en commun est discutée. Les spectateurs pourront arriver par la gare de Vaires-Torcy, sur la ligne P, puis marcher 25 minutes, ou bien arriver par la gare de Bussy-Saint-Georges, sur le RER A, ou celle de Chelles-Gournay, sur le RER E, puis prendre les navettes de bus spécialement mises en place,.
Outre les épreuves d'aviron handisport, le site accueillera également celles de Canoë-kayak et, lors des Jeux olympiques, les épreuves d'aviron et de Canoë-kayak.
| Vaires-sur-Marne           | \| Stade nautique olympique \| |
| Stade nautique olympique   | \| Stade nautique olympique \| |
| Capacité: 9 000            | \| Stade nautique olympique \| |
| Base de loisirs de Vaires. | \| Stade nautique olympique \| |
| Stade nautique olympique   |                                |

### Calendrier
L'épreuve débute le vendredi 30 août 2024 à 9 h 30 pour la phase des séries. Elle continue ensuite le lendemain pour les repêchage avant de ce terminer, le dimanche 1er septembre, à 9 h 50 pour la finale B et  11 h 30 pour la finale A.
Le tableau ci-dessous détaille le programme de l'épreuve :
| Date          | Heure       | Tour        |
| ------------- | ----------- | ----------- |
| 30 août       |             | Série 1     |
| 30 août       | Série 2     |             |
| 31 août       |             | Repêchage 1 |
| 31 août       | Repêchage 2 |             |
| 1er septembre | 9 h 50      | Finale B    |
| 1er septembre | 11 h 30     | Finale A    |

### Classification
Les athlètes qui concourent dans cette épreuve son catégorisé en PR1. Il s’agit de sportifs paraplégiques hauts ou assimilés qui ne peuvent se servir ni de leurs jambes, ni de leur tronc, uniquement de leurs bras et épaules.

## Participants

### Nations participantes
| Afrique   | Amériques | Asie                                | Europe                                                              | Océanie     |
| --------- | --------- | ----------------------------------- | ------------------------------------------------------------------- | ----------- |
| - Tunisie | - Canada  | - Israël - Kazakhstan - Ouzbékistan | - Allemagne - Espagne - France - Grande-Bretagne - Italie - Ukraine | - Australie |
| 1 pays    | 1 pays    | 3 pays                              | 6 pays                                                              | 1 pays      |

## Médaillées
| Or                       | Argent                 | Bronze            |
| Benjamin Pritchard (GBR) | Roman Polianskyi (UKR) | Erik Horrie (AUS) |

## Résultats détaillés

### Séries
| Rang | Couloir | Rameur                 | Pays      | Temps          | Notes |
| ---- | ------- | ---------------------- | --------- | -------------- | ----- |
| 1    | 5       | Roman Polianskyi       | Ukraine   | 9 min 4 s 88   | QA    |
| 2    | 4       | Shmuel Daniel          | Israël    | 9 min 18 s 99  | R     |
| 3    | 2       | Erik Horrie            | Australie | 10 min 0 s 59  | R     |
| 4    | 6       | Javier Garcia Martinez | Espagne   | 10 min 13 s 44 | R     |
| 5    | 1       | Takuya Mori            | Japon     | 10 min 19 s 75 | R     |
| 6    | 3       | Jacob Wassermann       | Canada    | 11 min 22 s 35 | R     |

| Rang | Couloir | Rameur             | Pays            | Temps         | Notes |
| ---- | ------- | ------------------ | --------------- | ------------- | ----- |
| 1    | 3       | Benjamin Pritchard | Grande-Bretagne | 8 min 51 s 26 | QA    |
| 2    | 5       | Giacomo Perini     | Italie          | 9 min 8 s 50  | R     |
| 3    | 1       | Alexis Sanchez     | France          | 9 min 21 s 58 | R     |
| 4    | 2       | Marcus Klemp       | Allemagne       | 9 min 26 s 88 | R     |
| 5    | 4       | Maher Hahmani      | Tunisie         | 10 min 7 s 38 | R     |

### Repêchages
| Rang | Couloir | Rameur                 | Pays    | Temps          | Notes |
| ---- | ------- | ---------------------- | ------- | -------------- | ----- |
| 1    | 3       | Shmuel Daniel          | Israël  | 9 min 22 s 47  | QA    |
| 2    | 2       | Alexis Sanchez         | France  | 9 min 24 s 71  | QA    |
| 3    | 4       | Javier Garcia Martinez | Espagne | 9 min 38 s 50  | QB    |
| 4    | 5       | Jacob Wassermann       | Canada  | 11 min 28 s 31 | QB    |
| -    | 1       | Maher Hahmani          | Tunisie | -              | DNS   |

| Rang | Couloir | Rameur         | Pays      | Temps          | Notes |
| ---- | ------- | -------------- | --------- | -------------- | ----- |
| 1    | 3       | Erik Horrie    | Australie | 9 min 22 s 15  | QA    |
| 2    | 2       | Giacomo Perini | Italie    | 9 min 24 s 49  | QA    |
| 3    | 1       | Marcus Klemp   | Allemagne | 9 min 36 s 29  | QB    |
| 4    | 4       | Takuya Mori    | Japon     | 10 min 23 s 78 | QB    |

### Finales
| Rang                                   | Couloir | Rameur             | Pays            | Temps         | Notes |
| -------------------------------------- | ------- | ------------------ | --------------- | ------------- | ----- |
| Médaille d'or, Jeux paralympiques      | 4       | Benjamin Pritchard | Grande-Bretagne | 9 min 3 s 84  |       |
| Médaille d'argent, Jeux paralympiques  | 3       | Roman Polianskyi   | Ukraine         | 9 min 14 s 47 |       |
| Médaille de bronze, Jeux paralympiques | 2       | Erik Horrie        | Australie       | 9 min 23 s 37 |       |
| 4                                      | 5       | Shmuel Daniel      | Israël          | 9 min 36 s 94 |       |
| 5                                      | 6       | Alexis Sanchez     | France          | 9 min 46 s 60 |       |
| 6                                      | 1       | Giacomo Perini     | Italie          | -             | EXC   |

| Rang | Couloir | Rameur                 | Pays      | Temps          | Notes |
| ---- | ------- | ---------------------- | --------- | -------------- | ----- |
| 1    | 3       | Marcus Klemp           | Allemagne | 9 min 47 s 43  |       |
| 2    | 2       | Javier Garcia Martinez | Espagne   | 9 min 55 s 99  |       |
| 3    | 4       | Takuya Mori            | Japon     | 10 min 37 s 74 |       |
| 4    | 1       | Jacob Wassermann       | Canada    | 11 min 58 s 90 |       |